# 毛瑟M 98運動步槍
毛瑟M 98（英語：Mauser M 98）是一系列由目前（2020年）的毛瑟所產生的栓動式獵用步槍。1945年第二次世界大战結束時，為德國軍隊所用的約束式子彈供彈的毛瑟98栓動式系統被中止了生產。根據1936年的原始圖紙和相應的毛瑟專利，自1999年以來，為民用市場而全新的毛瑟M 98和M 98麥格農步槍就已經由毛瑟狩獵武器有限公司（德語：Mauser Jagdwaffen GmbH）開始在德國阿尔高地区伊斯尼進行生產。毛瑟狩獵武器有限公司是西格&紹爾的子公司。
事實上，毛瑟M 98系列步槍是Kar 98k的民用型版本，而後者是在第二次世界大戰時期，毛瑟98軍用步槍的漫長系列的最後發展型之一。而在外觀上，M 98與後者亦大致相似；與原型步槍不同在於，M 98提供了許多不同的獵用口徑。

## 設計細節
作為Kar 98k制式步槍的現代民用型“後裔”，全新的毛瑟M 98系列具有多種功能和原廠選件，這也是走向運動化的毛瑟Kar 98k前制式步槍的典型特徵，從基本的毛瑟制式步槍的技術變化到各個方面：豪華的木材等級、黃金鑲嵌、雕刻和表面處理（比如基於等離子的滲氮處理），以保護金屬製零件免於在惡劣的環境條件或顏色硬化等的情況以下受到腐蝕。其中某些可用選項最初是由約翰·裏格比及公司在裏格比·毛瑟狩獵步槍以上研發和導入的。

### 操作機構
M 98的約束式子彈供彈栓動式槍機系統是一款簡單、堅固、安全而且經過深思熟慮的設計，該設計最初於1895年9月9日、由保羅·毛瑟申請專利，並且啟發了從20到21世紀、其他軍用和狩獵／運動步槍的設計。M 98系統的一大缺點，在於不能很輕易而便宜地大量生產。其他一些栓動式槍機設計（例如李-恩菲爾德）也可讓訓練有素的操作者提供了更快的射速。基本型毛瑟M 98版本（於2009年）的零售價約為6,800歐元，但增加（豪華）的選裝件會使這款步槍更為昂貴。對於毛瑟M 98系列而言，M 98栓動式系統是由一塊實心的高級鋼所加工而成。它還具有雙方形橋型架用以安裝變倍式瞄準鏡。

### 特徵

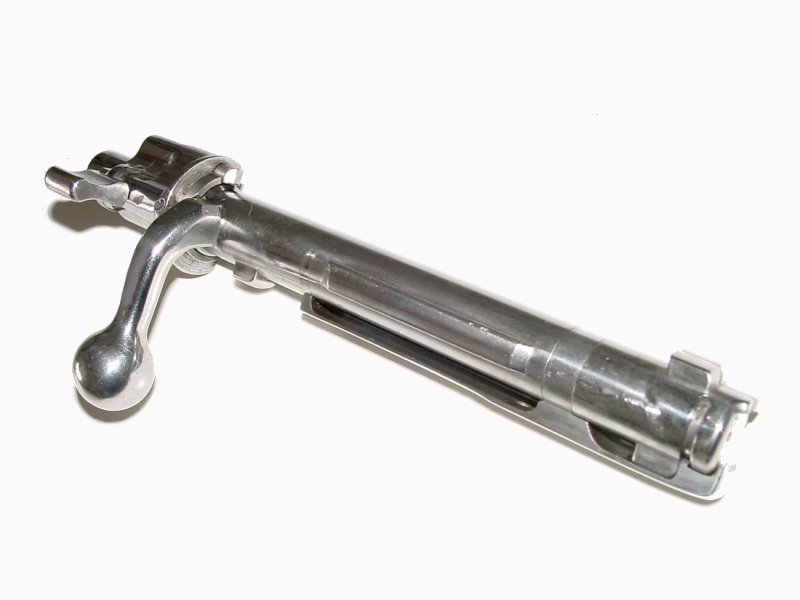
毛瑟M 98，栓動式槍機。

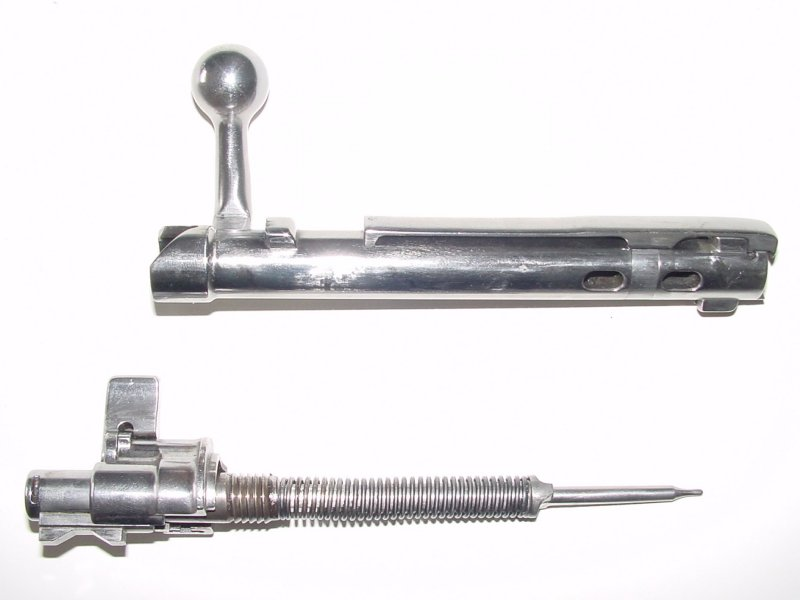
毛瑟M 98，槍栓、撞針和保險機構，經不完全分解後。

M 98系統是由用作系統護罩的机匣和槍栓組件所組成，而後者的槍栓本體以上具有三個鎖耳，分別是在槍栓頭以上設有的兩個較大的主要鎖耳，以及在槍栓後部裝有的第三個保險凸耳，用以在主要鎖耳發生故障時用作備用。第三個鎖耳是該槍一個獨特的功能，以前的毛瑟栓動式槍機設計當中都無這個鎖耳。兩個主鎖耳的鎖緊面積為56平方毫米，而第三個保險鎖耳通常在槍機閉鎖方面並無任何作用，以避免造成不對稱的槍栓推力。M 98機匣的直徑亦比過去的毛瑟機匣有所擴大，以提高強度和安全性。拉機柄永久固定在槍栓以上，而且在毛瑟M 98系列以上為向下折轉，以配合光學瞄準鏡的使用。
M 98系統的另一個顯著特徵是約束式子彈供彈機構，由大型、不旋轉爪狀抽殼鈎所組成，當一發子彈離開彈匣以後，直到由安裝在機匣內部的拋殼挺將該彈彈出以前，抽殼鈎都會與彈殼底緣接合並且一直牢牢地抓住彈殼。加上在槍栓開放週期的最後階段、由於後機匣橋以上的凸輪表面所引發的輕微槍栓縮回，結果使得彈殼可以輕易抽出來。在槍機循環過程當中，無論步槍的活動或是定位方式如何，或者子彈是擊發了與否，M 98步槍的槍栓都將正確地進行循環。在約束式子彈供彈栓動式槍機當中，只有在槍栓拉得不夠遠，而且不夠銳利時，才有可能無法將彈殼乾淨地拋出，並且可能因而導致卡彈。
槍栓以內藏有撞針機構，當撞針機構開放時會激活待擊；而待擊件會從槍栓的後部視覺和觸覺性質上突出來，以表示槍機已經激活待擊。該槍栓套筒鎖在先前的毛瑟栓動式槍機設計當中並不存在，而且可減少撞針行程和閉鎖時間。
其槍機具有大型燃氣釋放孔和設在槍栓套筒上的燃氣護罩，旨在於底火或彈藥破裂或膛炸時，保護使用者的頭部。當槍機遭受毀滅性故障時，其目的是使碎片偏離操作員的面部。
只需拉出位於機匣左壁的槍栓擋塊，然後旋轉並且拉出槍栓，就可以輕鬆地從機匣以上將毛瑟M 98的槍栓機構拆卸下來。

### 保險
作為標準配置，毛瑟M 98步槍在槍栓的後部裝有傳統的毛瑟 98三段式保險裝置，操作桿可從右側（保險上鎖，槍栓閉鎖）拂動到中間（保險解脫，可以開放槍栓以重新裝彈）、以至左側（準備擊發），但這只能在步槍待擊時使用，否則保險裝置不可轉動。保險確保撞針的操作。只有在保險裝置處於準備擊發位置的情況下擊發步槍，或者先前已扣動扳機以下完成已待擊的槍栓的閉鎖，才能釋放保險裝置。在後者的閉鎖操作的期間，扳機必須保持向後扣動。只有在安全裝置處於可隨時點火的位置時，才可以通過關閉螺栓來鬆開安全裝置。只有在保險裝置處於可隨時擊發的位置時，才可以通過閉鎖槍栓以解脫保險裝置。保險擋操作杆相當大，以便操作（但在將變倍式瞄準鏡裝設在機匣上方非常低的位置時卻又存在問題），同時亦保持了保險擋脫鉤器的良好可操作性。毛瑟M 98步槍系列也可以與可選的毛瑟水平型三段式保險裝置一併訂購，而該保險裝置以上裝有閉鎖桿，以確保裝有輪廓較低的瞄準鏡的保險擋脫鉤器操作性能良好。

### 槍管
M 98的標準槍管長度為600毫米（23.62英寸），而M 98麥格農型的則是620毫米（24.41英寸）。M 98和M 98 麥格農型號可根據要求提供其他槍管長度，視情況而定。還有一種選擇，可以訂購裝有整體式槍管的步槍。這是一根具有四分之一肋條、瞄準鏡基座和由堅固的槍管坯料所加工而成的槍背帶環裝置的槍管。

### 供彈
M 98系統的內置式彈匣由一具整體式匣子所組成，而該匣子經過加工以與所裝填的步槍彈藥相匹配，並且裝有可拆卸式底板，可容納多達5發標準尺寸的步槍彈藥。彈匣可通過將每發子彈機匣頂部的開口推入，直到將其裝滿。彈匣可以通過操作槍栓（出於保險原因，為此建議將保險設置在中間位置）或是在發生機械問題的情況下、藉由打開底板以卸下。毛瑟M 98的內置式彈匣的標準口徑容量為5+1發，而麥格農口徑則是4+1發。

### 瞄準具
標準配置是直立式機械瞄具，裝有一個站立的和兩個折疊的葉片，分別在50、100和150公尺處歸零。另外，還可以使用里格比樣式的目標孔型瞄準具。M 98步槍系統亦具有原廠所預備的變倍式瞄準鏡接口（方形橋狀鏡座）。

### 槍托
標準型手工打磨的油滑表面處理胡桃木製槍托具有直式腮托，具有裏格比風格的托腮板，橡膠製緩衝墊，鋼製手槍握把帽以及烏木製前托末端。這些槍托當中有優質胡桃木5級和更高的木材等級。除了這些選項之外，還可以提供其他定製選項，例如裏格比覘孔式瞄具，槍機和護板上的雕刻。

## 口徑
毛瑟M 98標準型提供7×57毫米毛瑟、.308溫徹斯特、.30-06春田，8×57毫米IS和9.3×62毫米毛瑟等口徑。

## 衍生型
毛瑟M 98麥格農型（英語：Mauser M 98 Magnum）是目前（2019年）生產的現代型M 98系列的麥格農衍生型，旨在用於大型旅行狩獵。該麥格農變衍生型用了一個這樣的事實：在整個設計歷史當中，毛瑟M 98系統的標準型和延長型都是為民用市場而生產。一百多年以前，約翰·裏格比及公司委託毛瑟研發出M 98的麥格農槍機。它旨在配合通常用於狩獵非洲五霸和其他危險物種狩獵的大型彈藥使用。針對這種特殊的狩獵方式，步槍在不利條件以下的絕對可靠性非常重要，約束式供彈的M 98系統仍然獲判斷為其他槍機設計以上的標準配置。
當前（2019年）生產的毛瑟M 98麥格農型步槍在.375 H&H麥格農口徑時具有5+1發的彈匣容量，.416裏格比和.450裏格比則是4+1發。

## 資料來源
1. ↑  .   [2020-07-11]. （原始内容存档于2011-05-19）.
2. ↑  . all4shooters.com.   [23 January 2015]. （原始内容存档于6 February 2015）.
3. ↑  .   [2020-07-11]. （原始内容存档于2019-04-14）.
4. ↑  .   [2020-07-11]. （原始内容存档于2019-04-14）.